# مثلث مرگ (ایتالیا)

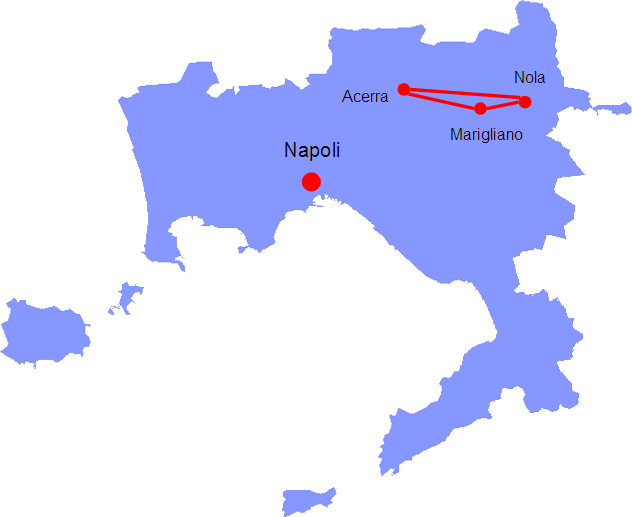
محدوده علامت گذاری شده نشان دهنده مثلث مرگ است.

مثلث مرگ محدوده‌ای وسیع در منطقه ناپل ایتالیا است که محصور بین سه شهر آچرا، نولا و ماریلیانو است و نامیدن مثلث مرگ به دلیل نرخ بالای سرطان در این منطقه، در سال‌های اخیر می‌باشد. علت این مرگباری بالا به آلودگی‌های زیست‌محیطی ناشی از تخلیه و انباشت غیرقانونی زباله‌های سمی تولید شده در کشورهای شمال اروپا در این منطقه نسبت داده شده‌ است. این زباله‌ها توسط کامورای ایتالیایی به صورت غیرقانونی از شمال اروپا و به ویژه آلمان بدرون خاک ایتالیا منتقل و در این ناحیه انباشت شده و گاه سوزانده می‌شود.

## نام‌گذاری
در ابتدا نام مثلث مرگ را مجله لنست چاپ الزویر در سال ۲۰۰۴ با انتشار مطالعات کاترین سنیور و آلفردو ماتزا عنوان نمود.
در این منطقه پانصد و پنجاه هزار تن زندگی می‌کنند که در آن شاخص سرطان کبد (نرخ ابتلا در هر ۱۰۰ هزار) حدود ۳۸ است٬ درحالیکه همین نرخ ابتلا در ردهٔ ملی ایتالیا برابر با ۱۴ می‌باشد. این نرخ بالای مرگ و میر را ناشی از آلودگی زیست‌محیطی منطقه بخاطر دفع و انباشت زباله‌های صنعتی خطرناک که مبدأ آن‌ را صنایع شمال ایتالیا و دیگر کشورهای شمال اروپا دانسته‌اند، عنوان می‌کنند.
| شاخص مرگ و میر بر اثر تومور |            |                |                       |
| در جدول زیر نرخ مرگ و میر بر اثر تومور نشان داده شده‌است. می‌توان میزان ابتلا به انواع تومور و وضعیت آن‌ها در ایتالیا٫ منطقه کامپانیا و منطقه مثلث مرگ را مقایسه نمود. \| تومور \| کل ایتالیا \| منطقه کامپانیا \| بهداری منطقه مثلث مرگ \| \| ------------------ \| ---------- \| -------------- \| --------------------- \| \| کبد (مردان) \| ۱۴/۰۰ \| ۱۵/۰۰ \| ۳۸/۴ \| \| کبد (زنان) \| ۶/۰ \| ۸/۵ \| ۲۰/۸ \| \| مثانه (مردان) \| ۱۶/۶ \| ۲۱/۷ \| ۲۲/۹ \| \| مثانه (زنان) \| ۳/۸ \| ۴/۲ \| ۴/۳ \| \| سیستم عصبی (مردان) \| ۶/۲ \| ۷/۱ \| ۸/۵ \| \| سیستم عصبی (زنان) \| ۴/۸ \| ۴/۱ \| ۵/۶ \| |            |                |                       |
| تومور | کل ایتالیا | منطقه کامپانیا | بهداری منطقه مثلث مرگ |
| کبد (مردان) | ۱۴/۰۰      | ۱۵/۰۰          | ۳۸/۴                  |
| کبد (زنان) | ۶/۰        | ۸/۵            | ۲۰/۸                  |
| مثانه (مردان) | ۱۶/۶       | ۲۱/۷           | ۲۲/۹                  |
| مثانه (زنان) | ۳/۸        | ۴/۲            | ۴/۳                   |
| سیستم عصبی (مردان) | ۶/۲        | ۷/۱            | ۸/۵                   |
| سیستم عصبی (زنان) | ۴/۸        | ۴/۱            | ۵/۶                   |

## تأثیر بر محصولات غذایی
در سال ۲۰۰۸ در محصول شیر گله‌های گاومیش ناحیه کاسرتا مقادیری هشدار دهنده از دیوکسین منتسب به آلودگی‌های زیست‌محیطی یافت شد به‌ طوری‌ که منجر به تعلیق موقت صادرات لبنیات به چندین کشور از جمله کره جنوبی و ژاپن گردید.